# Sancho II di Castiglia
Sancho Fernandez, detto il Forte (el Fuerte) (Sancho in spagnolo, in aragonese, in portoghese e in galiziano; Sanç in catalano e Antso in basco; 1036 – Zamora, 7 ottobre 1072), fu re di Castiglia (1065-1072), re di Galizia (1071-1072) e re di León per alcuni mesi nel 1072.

## Origine
Come riporta il documento n° XCIV della appendice II delle Antiguedades de España, Sancho era il figlio secondogenito (maschio primogenito) del re di Castiglia e re consorte di León, Ferdinando I e della regina del León e regina consorte di Castiglia, Sancha I, che, sia secondo la Historia genealógica y heráldica de la monarquía española, Volume 1, che secondo la Historia De Los Hechos De España di Rodrigo Jimenez De Rada era figlia del re di León e Castiglia Alfonso V e di Elvira Menéndez de Melanda, figlia del Conte di Portucale, il galiziano Menendo González e di sua moglie, Tutadona Moniz de Coimbra (dona Mayor).

Ferdinando, come viene confermato dal documento n° 7 della Coleccion diplomatica de la catedral de Pamplona era il figlio maschio ultimogenito del re di Pamplona, conte d'Aragona, conte di Sobrarbe e Ribagorza, conte di Castiglia, Sancho III Garcés il Grande e di Munia, figlia, secondo la Chronica latina regum Castellae, del conte indipendente di Castiglia, conte di Burgos, di Lantarón, di Cerezo e di Álava, Sancho Garcés e di Urraca Gomez.

## Biografia
Secondo la Historia silense e il Liber chronicorum, Sancho era il figlio maschio primogenito, nato dopo che suo padre, Ferdinando, aveva ereditato il regno di Castiglia.
Sancho viene citato, assieme ai genitori ed ai fratelli, nel documento n° XCIV della appendice II delle Antiguedades de España.
In gioventù, secondo lo storico spagnolo Jaime Salazar y Acha, fu fidanzato con la coetanea Costanza, citata dal fratellastro, Sancho IV Garcés di Navarra, nel documento n° 40 del cartulario de Albelda, figlia di primo letto di Stefania di Foix, che nel 1038 aveva sposato in seconde nozze García III Sánchez, re di Pamplona, senza arrivare al matrimonio, mentre Costanza sposò, nel dicembre del 1057, il figlio illegittimo del suo patrigno, Garcìa III, Sancho Garcés, signore di Uncastillo e Sangüesa, avo del futuro re di Pamplona García Ramirez.
Nel 1063, Sancho II partecipò alla guerra contro lo zio Ramiro I d'Aragona, difendendo la Taifa di Saragozza dell'emiro al-Muqtadir, alleato del padre Ferdinando I. Sancho assieme a el Cid combatté nella battaglia in cui Ramiro morì, nel tentativo di conquistare il paese di Graus l'8 maggio 1063.
Suo padre, Ferdinando I morì nel dicembre 1065, come riportano sia gli Annales Complutenses (Anales castellanos segundos), che gli Annales Compostellani, ed il Chronicon Burgense (Obiit Fernandus Rex in die S. Eugeniæ) e che fu tumulato a León, come riporta il Chronicon Lusitano, nel Pantheon reale (mausoleo) della collegiata di San Isidoro a León. 
Dopo la morte del padre, la madre si ritirò dal potere dividendo, secondo la volontà paterna il regno di León e Castiglia tra i tre figli maschi: 
- a Sancho II toccò la Castiglia;
- ad Alfonso VI il León;
- a Garcia I la Galizia[22].

Mentre alle due figlie femmine furono assegnate due signorie: 
- ad Urraca la signoria della città di Zamora;
- ad Elvira la signoria della città di Toro[22].

Il regno di Castiglia dal 1067 ebbe come tributaria la Taifa di Saragozza.
Dopo essere succeduto al padre, Sancho II entrò in conflitto con il regno di Pamplona. Gli scontri sfociarono nel 1067 nella cosiddetta guerra dei tre Sanchi, che vide contrapposto il re Sancho II di Castiglia ai re Sancho IV di Pamplona e Sancho di Aragona.
I castigliani, guidati da El Cid, riportarono un'iniziale vittoria che permise al loro re di recuperare una parte dei territori che suo padre Ferdinando I aveva concesso nel 1037 al padre di Sancho IV di Pamplona, García III Sánchez: Bureba, l'alta Rioja e Álava. La guerra terminò nel 1068 con la sconfitta della Castiglia: Sancho II dovette rinunciare ad altre pretese territoriali sulla Navarra, accontentandosi di Pancorbo e Oña, mentre Sancho IV si mantenne sempre ben agguerrito sul confine con la Castiglia.
Dopo la morte della madre (1067) e dopo che era terminata (1068) la guerra dei tre Sanchi, scoppiarono conflitti tra Sancho II e i suoi due fratelli. Sancho II attaccò Alfonso VI di León e lo sconfisse nella battaglia di Llantada, sul fiume Pisuerga (19 luglio 1068); in seguito i due raggiunsero un accordo per combattere il fratello Garcia I di Galizia, invadendo il suo regno da nord.
García nel 1069 si ritirò a sud, a Santarem nella contea del Portogallo, e dato che la Galizia era nelle mani dei suoi fratelli iniziò a farsi chiamare re del Portogallo. Nel 1071, nella battaglia di Pedroso, sconfisse il conte del Portogallo Nuno II Mendes che si era ribellato. Nello stesso anno fu definitivamente sconfitto dai fratelli che lo catturarono, obbligandolo all'abdicazione e all'esilio presso la corte di un suo tributario, l'emiro di Siviglia al-Mutamid.
Nel 1070, Sancho II aveva sposato una nobile di nome Alberta, che secondo Bernard F. Reilly era una francese discendente dai conti di Périgord e La Marche, mentre secondo la La web de las biografias era di origine inglese.
Sancho II rivolse quindi le armi contro Alfonso VI di León, che nel gennaio 1072 venne sconfitto dal suo braccio destro, El Cid, nella battaglia di Golpejera, vicino a Carrión de los Condes. Alfonso VI fu fatto prigioniero e rinchiuso in una prigione a Burgos, ma la sorella, Urraca convinse Sancho II a mandare il fratello in esilio nella Taifa di Toledo, sotto la protezione di un suo vassallo, il re Al-Mamun. 
Sancho II, dopo il regno di Galizia, occupò altresì il regno di León, riunendo così nuovamente il territorio che era stato di suo padre.
I nobili del León non accettarono il fatto e si strinsero attorno alle sorelle di Sancho II, soprattutto a Urraca, che si fortificò nella sua signoria di Zamora. 

Sancho II dapprima espugnò la signoria della sorella Elvira, Toro, e poi, il 4 marzo 1072, pose l'assedio a Zamora. Dopo sette mesi di assedio, il 7 ottobre 1072, Sancho II fu assassinato, come conferma la Cronaca Burgense, pare che un nobile zamorano, Bellido Dolfos, forse amante di Urraca, fingendosi disertore, invitò Sancho II a seguirlo per fargli vedere il punto debole delle mura, riuscendo così ad allontanarlo dalla sua guardia e ad assassinarlo. Sancho II fu inumato nel Monastero di San Salvador di Oña, come riporta la Historia silense.

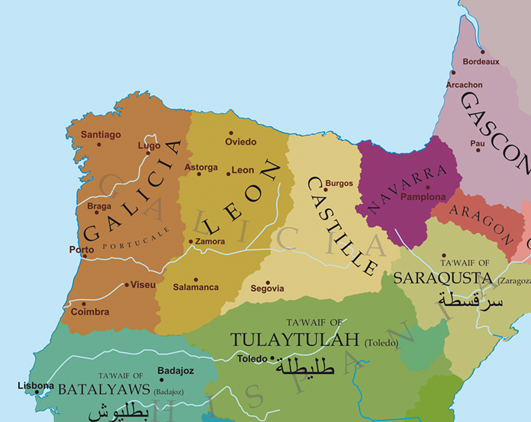
Carta politica del nordest della penisola iberica, ove si può vedere la distribuzione dei regni dopo la morte di Ferdinando I.

Dopo la morte di Sancho II i nobili castigliani continuarono l'assedio di Zamora. García tornò in Galizia mentre Alfonso tornò nel León e si prodigò a garantire che, se riconosciuto re di Castiglia, avrebbe trattato i nobili castigliani alla stregua dei nobili leonesi. Il sospetto che Urraca e Alfonso fossero complici nell'assassinio di Sancho II era condiviso dalla maggioranza dei nobili castigliani che alla fine riconobbero Alfonso VI quale re di Castiglia, solo dopo che il re giurò la sua innocenza in pubblico, sul sagrato della chiesa di Sant'Agata di Burgos (Il giuramento era stato preteso dai maggiorenti castigliani, tra cui il Cid Campeador).

## Sancho nella letteratura
Questi fatti e ciò che ne seguì ispirarono il poema epico Poema del mio Cid, oltre che molti altri poemi e romanzi. Tale poema, in un unico manoscritto del XIII secolo, è ora custodito a Madrid.

## Discendenza
Sancho e Alberta, citata, come moglie, nel documento n° CII della appendice II delle Antiguedades de España, non ebbero figli, e di Sancho non si conosce nessuna discendenza.

## Ascendenza
|                              |                    |                            | Genitori                          |  |  | Nonni |  |  | Bisnonni                     |  |  | Trisnonni                   |  |
|                              |                    |                            |                                   |  |  |       |  |  | García II Sánchez di Navarra |  |  | Sancho II Garcés di Navarra |  |
|                              |                    |                            |                                   |  |  |       |  |  | García II Sánchez di Navarra |  |  | Sancho II Garcés di Navarra |  |
|                              |                    | Urraca di Castiglia        |                                   |  |  |       |  |  | García II Sánchez di Navarra |  |  |                             |  |
| Sancho III Garcés di Navarra |                    |                            |                                   |  |  |       |  |  | García II Sánchez di Navarra |  |  |                             |  |
|                              |                    | Jimena Fernández           | Fernando Bermúdez                 |  |  |       |  |  |                              |  |  |                             |  |
|                              |                    | Jimena Fernández           | Fernando Bermúdez                 |  |  |       |  |  |                              |  |  |                             |  |
|                              |                    | Jimena Fernández           | Elvira                            |  |  |       |  |  |                              |  |  |                             |  |
| Ferdinando I di Castiglia    |                    | Jimena Fernández           |                                   |  |  |       |  |  |                              |  |  |                             |  |
|                              |                    | Sancho Garcés              | García Fernández                  |  |  |       |  |  |                              |  |  |                             |  |
|                              |                    | Sancho Garcés              | García Fernández                  |  |  |       |  |  |                              |  |  |                             |  |
|                              |                    | Sancho Garcés              | Ava di Ribagorza                  |  |  |       |  |  |                              |  |  |                             |  |
| Munia di Castiglia           |                    | Sancho Garcés              |                                   |  |  |       |  |  |                              |  |  |                             |  |
|                              |                    | Urraca Gomez               | Gomez Diaz                        |  |  |       |  |  |                              |  |  |                             |  |
|                              |                    | Urraca Gomez               | Gomez Diaz                        |  |  |       |  |  |                              |  |  |                             |  |
|                              |                    | Urraca Gomez               | Muniadomna Fernandez di Castiglia |  |  |       |  |  |                              |  |  |                             |  |
| Sancho II di Castiglia       |                    | Urraca Gomez               |                                   |  |  |       |  |  |                              |  |  |                             |  |
|                              | Bermudo II di León | Ordoño III di León         |                                   |  |  |       |  |  |                              |  |  |                             |  |
|                              | Bermudo II di León | Ordoño III di León         |                                   |  |  |       |  |  |                              |  |  |                             |  |
|                              | Bermudo II di León | Aragonta Pelaez            |                                   |  |  |       |  |  |                              |  |  |                             |  |
| Alfonso V di León            | Bermudo II di León |                            |                                   |  |  |       |  |  |                              |  |  |                             |  |
|                              |                    | Elvira Garcés di Castiglia | García Fernández                  |  |  |       |  |  |                              |  |  |                             |  |
|                              |                    | Elvira Garcés di Castiglia | García Fernández                  |  |  |       |  |  |                              |  |  |                             |  |
|                              |                    | Elvira Garcés di Castiglia | Ava di Ribagorza                  |  |  |       |  |  |                              |  |  |                             |  |
| Sancha I di León             |                    | Elvira Garcés di Castiglia |                                   |  |  |       |  |  |                              |  |  |                             |  |
|                              |                    | Menendo González           | …                                 |  |  |       |  |  |                              |  |  |                             |  |
|                              |                    | Menendo González           | …                                 |  |  |       |  |  |                              |  |  |                             |  |
|                              |                    | Menendo González           | …                                 |  |  |       |  |  |                              |  |  |                             |  |
| Elvira Menéndez de Melanda   |                    | Menendo González           |                                   |  |  |       |  |  |                              |  |  |                             |  |
|                              |                    | Toda Domna                 | …                                 |  |  |       |  |  |                              |  |  |                             |  |
|                              |                    | Toda Domna                 | …                                 |  |  |       |  |  |                              |  |  |                             |  |
|                              |                    | Toda Domna                 | …                                 |  |  |       |  |  |                              |  |  |                             |  |
|                              |                    | Toda Domna                 |                                   |  |  |       |  |  |                              |  |  |                             |  |

### Fonti primarie
- (LA) Historia Silenses.
- (LA)  España sagrada. Volumen 23
- (LA)  #ES España sagrada, tomo XVI
- (LA)  https://www.mgh-bibliothek.de/dokumente/b/b033335+0001.pdf[collegamento interrotto].
- (LA)  Antiguedades de España
- (LA)  (ES)  #ES Historia de la Santa A. M. Iglesia de Santiago de Compostela, Tomo II.

### Letteratura storiografica
- Rafael Altamira, Il califfato occidentale, in «Storia del mondo medievale», vol. II, 1999, pp. 477–515
- Rafael Altamira, La Spagna (1031-1248), in «Storia del mondo medievale», vol. V, 1999, pp. 865–896
- Louis Halphen, La Francia nell'XI secolo, in Storia del mondo medievale, vol. 2, 1999,  pp. 770-806.
- (CA) Crónica de San Juan de la Peña (PDF).
- (ES)  Crónica Latina de los reyes de Castilla.
- (EN)  The Kingdom of León-Castilla under King Alfonso VI
- (ES)  #ES Historia genealógica y heráldica de la monarquía española, Volume 1
- (ES)  Historia De Los Hechos De Españara
- (ES)  #ES Memorias de las reynas catholicas.